# Елизарьево (Томская область)
Елиза́рьево — деревня в Кривошеинском районе Томской области России. Входит в состав Петровского сельского поселения.

## История
Основана в 1726 году. В 1926 году деревня Елизарова состояла из 73 хозяйств, основное население — русские. В административном отношении являлась центром Елизаровского сельсовета Кривошеинского района Томского округа Сибирского края.

## Население
| 1926 | 2002 | 2010 | 2012 | 2013 | 2014 | 2015 |
| ---- | ---- | ---- | ---- | ---- | ---- | ---- |
| 373  | ↘273 | ↘205 | ↘198 | ↘191 | ↗199 | ↗206 |
| 2021 |      |      |      |      |      |      |
| ↗210 |      |      |      |      |      |      |

## Улицы
| - ул. Молодёжная, - ул. Подгорная, | - ул. Советская, - ул. Трактовая. |